# وزارة اللاجئين والعودة (أفغانستان)
وزارة اللاجئين والعودة إلى الوطن، هي وزارة حكوميَّة في أفغانستان مسؤولة عن تقديم الخدمات للاجئين والنازحين.

## تاريخ
تأسست وزارة اللاجئين وإعادة التوطين في البداية كمكتب لإعادة الإدماج في عام 1986، حين كانت تديره لجنة وزارية حتى عام 1990. وعندما تولى المجاهدون السلطة في عام 1992، تمت إعادة تسمية مكتب إعادة الإدماج وترقيته إلى وزارة العودة والعودة إلى الوطن. لطالما تأثرت وزارة الموارد البشرية دائمًا بالتغيرات السياسية التي تحصل في البلاد.
في عهد طالبان، تم تقليص وزارة اللاجئين وإعادة التوطين إلى إدارة وتم دمجها مع وزارة الأشغال والشؤون الاجتماعية والشهداء والمعاقين. وبعد سقوط نظام طالبان وتشكيل حكومة انتقالية في عام 2001 بناءً على اتفاقية بون الدولية، تمت ترقية المكتب مرة أخرى إلى وزارة العودة والعودة إلى الوطن.